# Ќ (слово ћирилице)
Ќ ќ је слово у македонском језику које има фонетску вредност /ʨ/ или /c/. Ово слово је паралелно са српским словом Ћ, с тим што се изговара мекше.